# Sygnatura wirusa
Sygnatura wirusa – fragment kodu wirusa komputerowego, który jest dla niego kluczowy. Sygnatury wirusów są przechowywane w bazach danych programów antywirusowych i służą do stwierdzania ewentualnej infekcji pliku.

## Przykład
Jeśli sygnatura wirusa Troj123x to: FF 5e 0c 4d c2 21 1d 18
a plik plik123x.gif to: 5a 6e FF 5e 0c 4d c2 21 1d 18 d4 2a
to program antywirusowy uznaje plik plik123x.gif za zainfekowany wirusem Troj123x i podejmuje odpowiednie czynności.